# 로잔 메트로
로잔 메트로(프랑스어: Métro de Lausanne)는 스위스 로잔에 있는 도시 철도 시스템이다. S-반을 제외하면 스위스의 유일한 도시 철도 시스템으로, 로잔은 도시 철도 시스템을 운영하고 있는 도시 중에서는 가장 작은 규모의 도시이다. M1과 M2, 2개 노선으로 이루어져 있다.

## M1

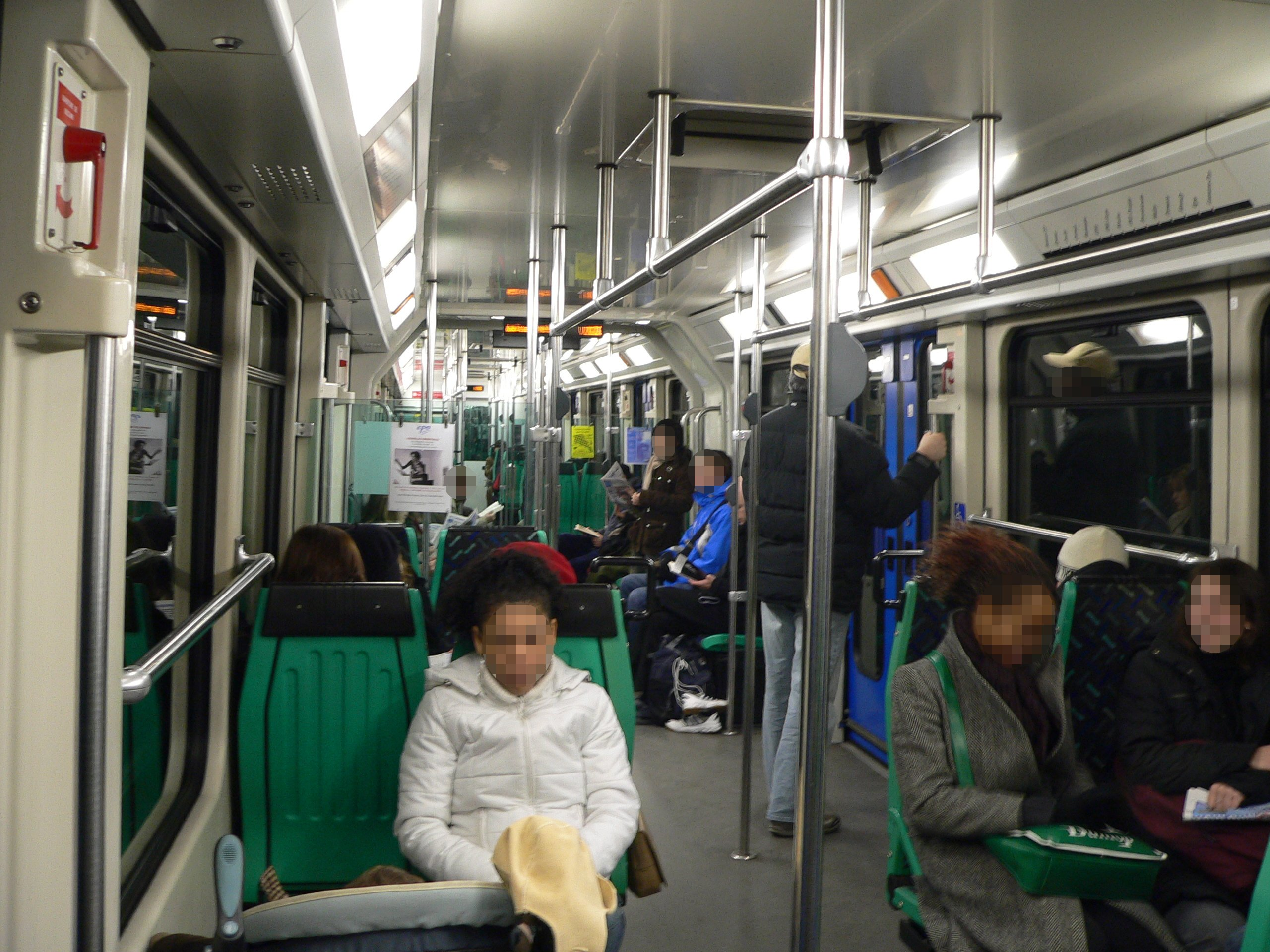
M1

로잔 메트로 1호선(M1)은 1991년 5월 24일 개통했다. 총연장 8km로 로잔 시내의 중심지와 로잔 대학, 로잔 연방 공과대학교, 그리고 로잔 근교의 Renens을 연결한다. 대부분의 구간이 단선이다.

### 역 목록
| 한글 역명            | 원어 역명     | 해발 고도 |
| -------------------- | ------------- | --------- |
| 로잔-플롱            | Lausanne-Flon | 479m      |
| 비기                 | Vigie         | 481m      |
| 몽텔리               | Montelly      | 443m      |
| 프로방스             | Provence      | 430m      |
| 말리                 | Malley        | 422m      |
| 부르도네트           | Bourdonnette  | 389m      |
| 로잔 대학-도리니     | UNIL-Dorigny  | 388m      |
| 로잔 대학-물린       | UNIL-Mouline  | 386m      |
| 로잔 대학-소르주     | UNIL-Sorge    | 391m      |
| 로잔 연방 공과대학교 | EPFL          | 397m      |
| 바상주               | Bassenges     | 399m      |
| 체리세               | Cerisaie      | 398m      |
| 크로시               | Crochy        | 403m      |
| 에페넥스             | Epenex        | 410m      |
| 르낭 역              | Renens-Gare   | 404m      |

## M2

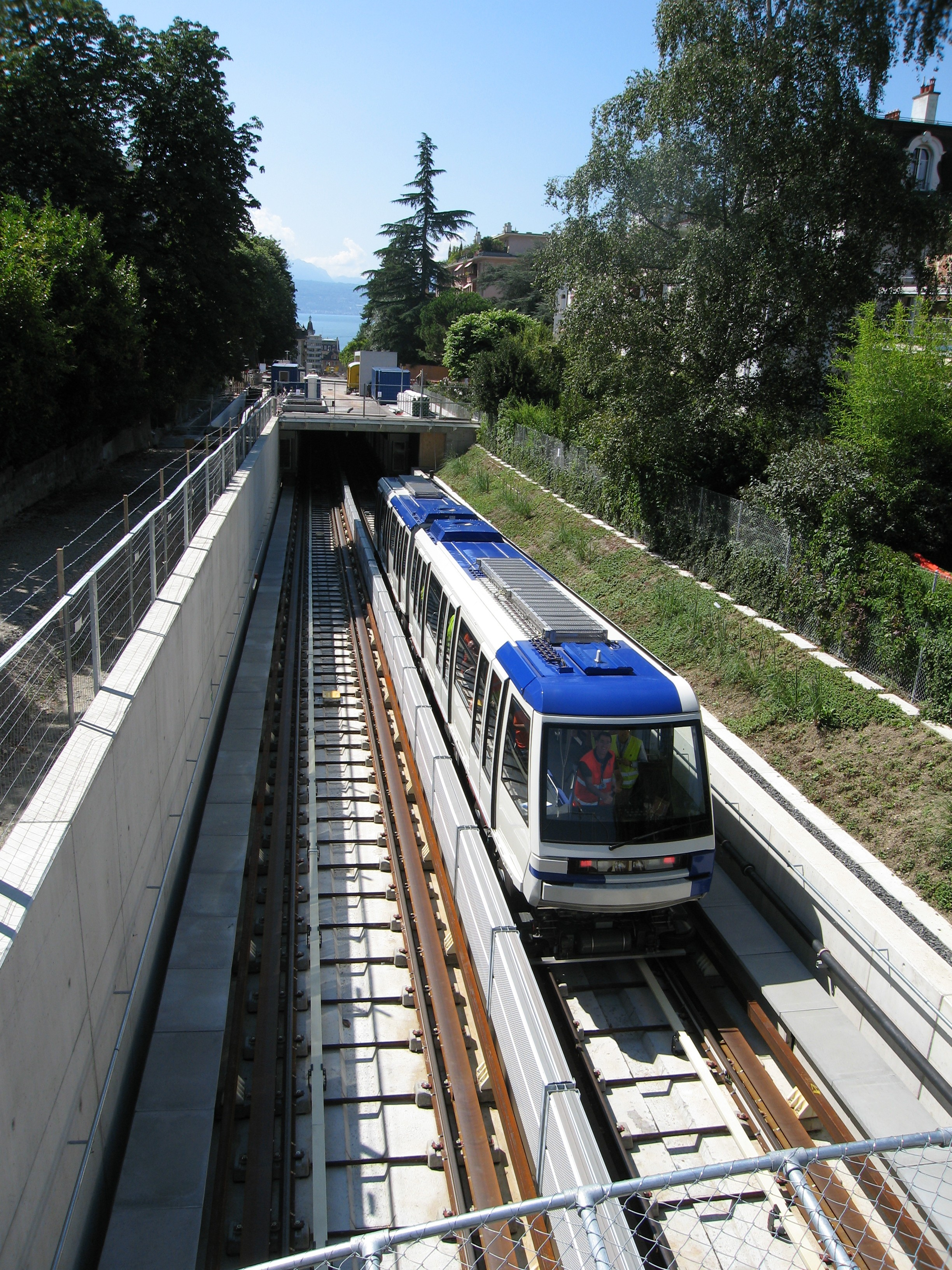
M2

로잔 메트로 2호선(M2)은 1877년 개통한 로잔 - 우시(Ouchy) 간 강삭철도(funicular) 노선을 연장하는 형태로 2008년 10월 27일 개통한 고무타이어 지하철이다. 로잔의 세로축 노선이며 M1과는 로잔-플롱역에서 환승하고, 로잔역과 우시, 로잔 대학 병원을 연결한다.

### 역 목록
| 한글 역명            | 원어 역명                | 해발 고도 |
| -------------------- | ------------------------ | --------- |
| 우시                 | Ouchy                    | 373m      |
| 조르딜               | Jordils                  | 392m      |
| 델리스               | Délices                  | 408m      |
| 그랑시               | Grancy                   | 425m      |
| 로잔 역              | Lausanne-Gare            | 451m      |
| 로잔-플롱            | Lausanne-Flon            | 473m      |
| 리폰 - 모리스 베자르 | Riponne - Maurice Béjart | 492m      |
| 베시에르             | Bessières                | 500m      |
| 우르스               | Ours                     | 517m      |
| 로잔 대학 병원       | CHUV                     | 570m      |
| 라 살라              | La Sallaz                | 610m      |
| 푸르미               | Fourmi                   | 651m      |
| 벤                   | Vennes                   | 683m      |
| 르 크루아세트        | Les Croisettes           | 711m      |

## 같이 보기
- 로잔 지역 운수